# Scherya
Scherya es un género monotípico de plantas de la familia Asteraceae. Su única especie: Scherya bahiensis es originaria de Brasil, donde se encuentra en la Caatinga en Bahia.

## Taxonomía
Scherya bahiensis fue descrita por  R.M.King & H.Rob.  y publicado en Phytologia 38: 101. 1977.